# حكايات الغريب (فلم)
حكايات الغريب فيلم عربي مصري يحكي ملحمة وطنية تتضمن أحداث تاريخية مابين نكسة 1967 وحرب أكتوبر

## بطولة الفنانين
- محمود الجندي
- محمد منير[2]
- شريف منير
- نهلة رأفت
- حسين الامام
- مخلص البحيري

## قصة الفيلم
الفيلم يحكي ملحمة وطنية تتضمن أحداث تاريخية مابين نكسة 67، وعبور 6 أكتوبر 73 , متمثلة في المواطن المصري عبد الرحمن الذي يشعر بالانهزامية والاستسلام والاكتئاب بعد نكسة 67 والذي يتصرف بسلبية ولامبالاة في كل شئ في حياته حتي المواقف التي تحتاج لموقف تجده جامدا الي أن تحدث المعجزة التي غيرت كل ذلك (عبور 73 وحرب أكتوبر) تجده يهب مدافعا عن بلده وكرامتها فيبذل روحه ودمه فداء لها انه الجندي المصري الذي منحنا شرفا أرجو أن نستحقه.

## روابط خارجية
- مقالات تستعمل روابط فنية بلا صلة مع ويكي بيانات